# Туризам у Шпанији
Туризам у Шпанији даје велики допринос националном економском животу, доприносећи са око 11% од укупног БДП-а. Још од 1960-их и 1970-их година, та земља је била популарна дестинација за летовање, посебно са великим бројем туриста из Велике Британије, Француске, Немачке, Италије и Бенелукса, па је због тога Шпанија по посећености друга туристичка дестинација у свету.
У 2016. години Шпанија је била најпосећенија земља на свету, где је боравило 75,3 милиона туриста, чиме је четврту годину за редом постављен рекорд у броју посета.

## Број посета
| ранг   | држава                                 | 2015.      | 2016.      |
| ------ | -------------------------------------- | ---------- | ---------- |
| 1      | Уједињено Краљевство                   | 15.790.998 | 17.840.292 |
| 2      | Француска                              | 9.190.102  | 11.371.209 |
| 3      | Њемачка                                | 8.270.251  | 11.188.523 |
| 4      | Италија                                | 3.167.105  | 3.993.289  |
| 5      | Холандија                              | 2.364.709  | 3.371.811  |
| 6      | Белгија                                | 1.876.153  | 2.309.535  |
| 7      | Сједињене Државе                       | 1.220.562  | 2.001.214  |
| 8      | Португалија                            | 1.463.638  | 1.994.266  |
| 9      | Ирска                                  | н/д        | 1.820.699  |
| 10     | Швајцарска                             | 1.392.746  | 1.728.569  |
| 11     | Русија                                 | н/д        | 1.007.709  |
| 12     | остале земље Европе                    | н/д        | 4.958.431  |
| 13     | Аргентина                              | н/д        | 557.035    |
| 14     | Јапан                                  | н/д        | 473.553    |
| 15     | Канада                                 | н/д        | 407.096    |
| 16     | Кина                                   | н/д        | 374.295    |
| 17     | Бразил                                 | н/д        | 371.684    |
| 18     | Мексико                                | н/д        | 365.546    |
| 19     | Јужна Кореја                           | н/д        | 341.104    |
| 20     | Израел                                 | н/д        | 301.700    |
|        | Укупан број посетилаца из иностранства | 68.200.000 | 75.563.198 |
| Извор: | Извор:                                 | [ 6 ]      | [ 6 ]      |

## Летовалишта и плаже
Ова врста туризма се прва развила у Шпанији, а данас даје највише приходе за шпанску економију. Блага клима током целе године и велике пешчане плаже које се простиру дуж Медитерана и Атлантског океана, као и од своја два архипелага (Балеарска и Канарска острва) највише привлаче туристе из северне Европе већ дужи низ година.

## Културни и пословни туризам
Шпанија има велики број историјских градова. Главне дестинације за летовање су два највећа града Мадрид и Барселона, који су уједно и једне од водећих дестинација у Европи. Оба нуде велики број атракција и њихов значај у привреди, образовању, забави, медијима, моди, науци, спорту и уметности доприносе њиховом статусу. Тринаест шпанских градова су проглашени светском културном баштином од стране Унеска, а то су: Алкала де Енарес, Авила, Касерес, Кордоба, Куенка, Ибиза, Мерида, Саламанка, Сан Кристобал де ла Лагуна, Сантијаго де Компостела, Сеговија, Тарагона и Толедо.

## Зимски туризам
Шпанија је углавном планинска земља, са добро познатим скијалиштима која се налазе у северном делу земље где се пружа планински венац Пиринеја. Највећим делом, главни гребен Пиринеја формира огроман размак између Француске и Шпаније, а између њих се налази мала земља по имену Андора.
Невада у Шпанији је популарна туристичка дестинација, јер њени високи врхови чине скијање могућим у једном од највиших скијалишта на југу Европе, у овом подручју дуж Средоземног мора, који је иначе познат по својим високим температурама и великом броју сунчаних сати. У његовом подножју налази се град Гранада, а мало даље Алмерија и Малага.

## Ноћни живот у Шпанији
Ноћни живот у Шпанији је веома атрактиван за све туристе и становнике. Земља је позната по неким од најбољих ноћних провода на свету. Велики градови попут Мадрида и Барселоне су фаворити са великим и популарним дискотекама. Популарне су и друге дестинације, попут Балеарских острва, Менорке, Ибизе и Форментере, јер су погодни за одмор и забаву. Ове локације су посебно привлачне за туристе из Немачке, Ирске, Пољске, као и за оне из скандинавских земаља и Велике Британије.

## Религија
Неке од најсветијих места за Католичке цркве у Шпанији су: град Сантијаго де Компостела у Галицији (севрозападна Шпанија), треће најсветије место после Ватикана и Јерусалима. Ова места привлаче ходочаснике и туристе из целог света. Религија је такође пронашла уметнички израз кроз популарне Семана процесије, које постају важне у скоро сваком граду.

## Фестивали
Карневали су такође популарни широм Шпаније, посебно на Канарским острвима и у Кадизу. Постоје филмски фестивали широм земље, најпрепознатљивији је онај у Сан Себастијану, затим Фестивал шпанског филма у Малаги, затим Филмски фестивал у Ваљалоиду, као и Ситгест филмски фестивал који је препознатљив по томе што је специјализован само за филмове из области научне фантастике и хорора.